# Gare d'Oulunkylä
La gare d'Oulunkylä est une gare ferroviaire finlandaise, située dans le quartier d'Oulunkylä de la ville d'Helsinki.

## Situation ferroviaire

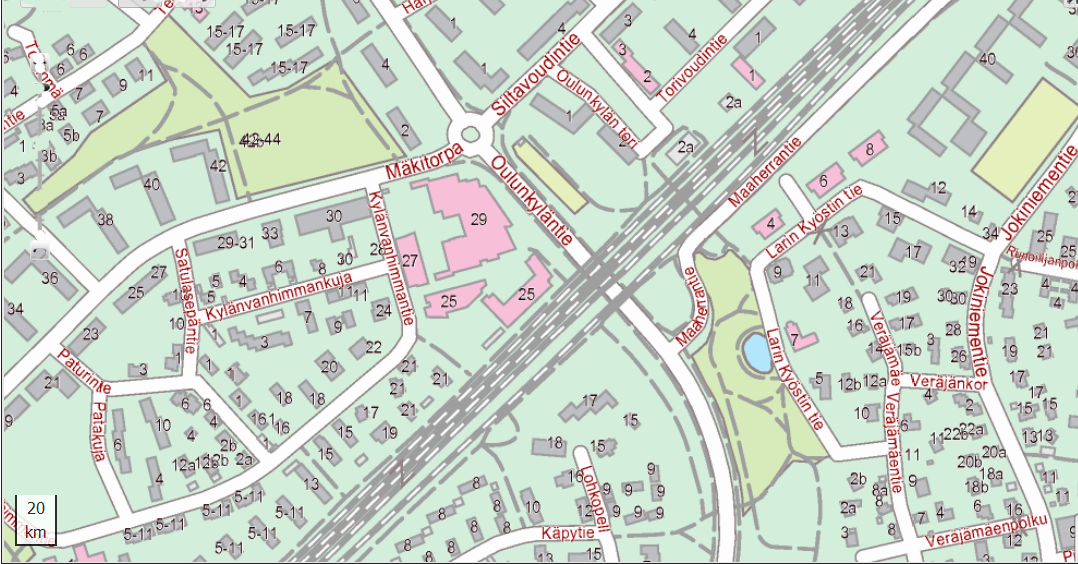
Carte situant l'emplacement de la gare.

## Histoire

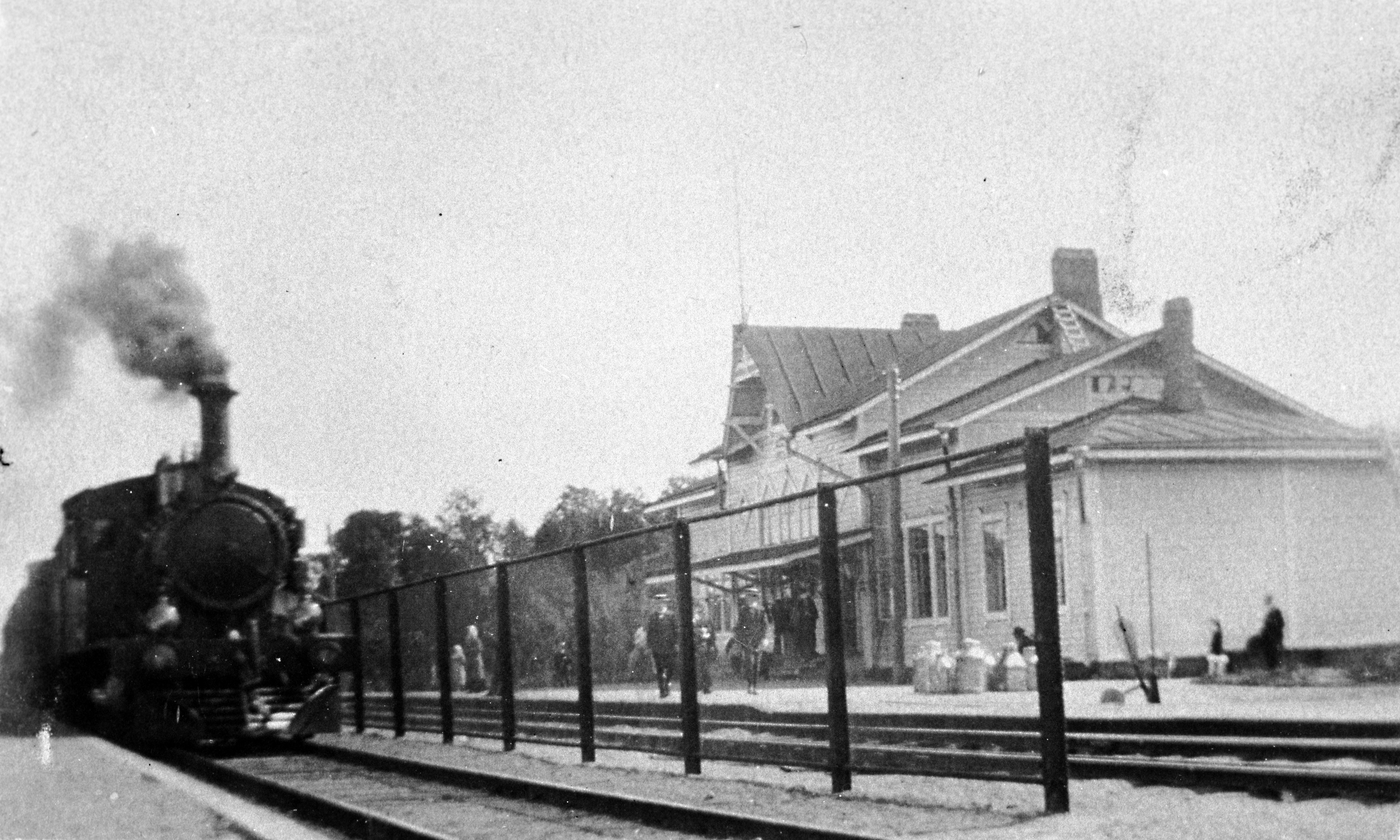
La gare, vers 1925

Oulunkylä est un arrêt sur la ligne de chemin de fer depuis 1873. Le quartier d'Oulunkylä obtient son propre bâtiment de gare en 1907, qui était située sur le côté est de la voie à ce moment-là. Le bâtiment actuel de la gare d'Oulunkylä a construit en 1922.

## Patrimoine ferroviaire
L'ancien bâtiment voyageurs de la gare sera mis en vente par le Conseil national des bâtiments patrimoniaux en 2014.